# Andreas Jozef van den Gheyn
Andreas Jozef van den Gheyn (Leuven, 1727 – aldaar, 1793) was een Belgisch klokkengieter en organist.
Vader André François van den Gheyn was klokkengieter en ook broer Matthias van den Gheyn werkte even in die sector, maar werd vooral bekend als beiaardier en organist.
Hij wordt gezien als de belangrijkste vertegenwoordiger binnen de klokkengietersfamilie van den Gheyn. Hij staat erom bekend dat zijn klokken lichter waren dan soortgelijke klokken van de Pieter en François Hemony. Ook behaalde hij, door iets minder te letten op gelijke geluidsterkten, hogere tonen uit zijn klokken. Daartegenover staat dat zijn klokken iets minder nauwkeurig gestemd waren. Zijn artistieke hoogtepunt lag in de jaren 1751 tot 1786. Hij leverde klokken aan Schoonhoven, Schiedam, Leuven en Sint-Geertrui. Maar er zijn ook klokken van hem bekend in bijvoorbeeld Denemarken etc. hij was voorts werkzaam als organist van de Sint-Michielskerk te Leuven. Van den Gheyn hielp ook klokken die niet goed klonken aan te passen, zoals van de Grote kerk in Nijkerk. Hij wordt gezien als de laatste Nederlandse klokkengieter. Na zijn dood zetten zijn zoons Matthias Jozef van der Gheyn (1753-1807) en Andreas Lodewijk van der Gheyn (1758-1807) het klokgieten wel voort, maar konden de benodigde zuiverheid niet meer behalen.